# Alan Resnick
Alan Resnick, né le 17 juillet 1986 à New York, est un  comédien, artiste plasticien et cinéaste américain.
Il est membre du collectif artistique Wham City et membre fondateur de Wham City Comedy.

## Biographie

### Carrière
Resnick a été connu pour la création de la chaîne YouTube alantutorial, en 2011. La série surréaliste de vidéos publiées sur YouTube commençait simplement avec des vidéos d'un homme atteint d'un handicap mental faisant des tutoriels absurdes sur des choses simples. Puis, abandonné, condamné à vivre seul dehors, kidnappé et enfermé dans une salle de 5 mètres carrés, la santé mentale du personnage de alantutorial dérive complètement dans la folie et l'obsession de ces tutoriels. Cette série fictive était à but de créer un projet artistique sur internet. Ses efforts au cours de ces 3 ans de diffusion lui ont donné l'opportunité de travailler en collaboration avec la chaîne américaine Adult Swim.
En 2012, Resnick a auto-publié le livre intitulé 8,95 $, composé d'une série de discussions de service client en ligne entre Resnick et la Bank of America dans lesquelles Resnick plaide pour récupérer ses frais bancaires de 8,95 dollars. Cette année-là, il a aussi réalisé le clip de Guilford Avenue Bridge de Dan Deacon et de Candy de Lower Dens.
En 2013, Resnick et Ben O'Brien (membre de Wham City), ont créé et réalisé l'émission spéciale Vivez éternellement comme vous êtes maintenant avec Alan Resnick, pour Adult Swim. Le court métrage mettait en vedette Resnick jouant son propre rôle, dans une parodie surréaliste d'infopublicité d'auto-assistance, vendant l'immortalité numérique. Il s'agissait de la première collaboration du duo avec Adult Swim et a été diffusée sur le bloc Infopublicités du réseau à 4 h du matin. Malgré cela, il a reçu des éloges et une reconnaissance pour Wham City, qualifié de « hilarant » et de « bonne représentation de leurs styles comiques bizarres ». La photographie principale pour l'infopublicité a été réalisée dans le bâtiment Copycat au cours de l'été 2013.
En 2018 sort son dernier court métrage intitulé May I Please Enter.

## Filmographie

### Télévision
| Année | Titre                                         | Rôle                        | Remarques                                                |
| ----- | --------------------------------------------- | --------------------------- | -------------------------------------------------------- |
| 2013  | Live Forever as You Are Now with Alan Resnick | Lui-même                    | Aussi créateur et écrivain                               |
| 2014  | Unedited Footage of a Bear                    | Narrateur de l'ours         | Également réalisateur, scénariste et producteur exécutif |
| 2016  | This House Has People in It                   | Homme de télévision         | Également réalisateur, scénariste et producteur exécutif |
| 2018  | May I Please Enter                            | Cowboy solitaire / lui-même | Écrivain et réalisateur                                  |

- 2024 : Skeleton Crew (série TV)

### Internet
| Année     | Titre                                                           | Rôle                     | Remarques                                                                |
| --------- | --------------------------------------------------------------- | ------------------------ | ------------------------------------------------------------------------ |
| 2011–2014 | alantutorial                                                    | Alan                     | Aussi créateur et scénariste                                             |
| 2015      | Information sur les visiteurs                                   | Personne malade / garage | Aussi réalisateur et scénariste                                          |
| 2016      | Enfants du miroir                                               | Wesley                   | Également rédacteur, directeur de la photographie et producteur exécutif |
| 2017      | Le cri de Mann : un jour de Trool spectaculaire en huit parties | Jack Mann                | Également scénariste                                                     |
| 2018      | Informations sur le jeu électronique                            | Lui-même                 | Également co-scénariste                                                  |
| 2019      | Tout emprunté                                                   | Danse Jerry Paper        | Aussi réalisateur                                                        |
| 2022      | Alan Resnick’s ENTERINGS                                        | Lui-même                 |                                                                          |